# Nora (comuna)
Nora (em sueco: Nora kommun) é uma comuna da Suécia localizada no condado de Orebro. Sua capital é a cidade de Nora. Possui 619 quilômetros quadrados e segundo censo de 2018, havia 10 737 habitantes.